# Daniel Vetter (aikido)
Daniel Vetter sensei (1955, Curych) je aikidista držící 7. dan aikikai.

## Aikido
S aikidem začal v roce 1973. Po sedmi letech cvičení se začal učit u senseie Masatomi Ikedy. Poté spolu se svým spolužákem Michele Quarantou jezdil na stáže ve Švýcarsku, Rusku, Německu, Itálii, Španělsku, Francii, Velké Británii a dalších jako Ikedův osobní uke (tj. ten, na němž trenér předvádí techniky).
Svůj 1. dan Aikikai získal roku 1986, 4. dan v roce 1996 a titul šidóin (~instruktor), 5. dan roku 2003 a následně v roce 2009 získal 6. dan.
V roce 1994 otevřel své dojo Winterthur.